# Kabingo (periodiskt vattendrag i Burundi, Karuzi)
Kabingo är ett periodiskt vattendrag i Burundi.   Det ligger i provinsen Karuzi, i den centrala delen av landet, 100 kilometer öster om huvudstaden Bujumbura.
Omgivningarna runt Kabingo är en mosaik av jordbruksmark och naturlig växtlighet. Runt Kabingo är det ganska tätbefolkat, med 192 invånare per kvadratkilometer.